# 萧秀
蕭秀（475年—518年3月4日），字彦达，梁文帝蕭順之第七子，梁武帝萧衍异母弟，始興王蕭憺的胞兄，母吴太妃，安成康王。

## 生平
十二岁时，生母吴太妃去世，萧秀母弟萧憺时年九岁，二人以孝著称，居丧，累日不进浆饮，父亲萧顺之亲自取粥给他们吃，命侧室陈氏抚养二子。陈氏无子，有母德，视二子如亲生。萧秀长大了，美风仪，性方静，即使是左右近侍，不是正衣冠也不相见，于是亲友及家人都敬重他。南齐时，蕭秀弱冠为著作佐郎，历任后军法曹行参军，太子舍人。
永元年间，大哥萧懿入平崔慧景，为尚书令，居端右；弟萧畅为卫尉，掌管籥。皇帝萧宝卷昏暴，杀死萧懿，萧宏、蕭秀等人奔避隐藏，惟萧融被害。
萧衍军至新林，萧秀等人投奔，萧衍以萧秀为辅国将军。是时萧宝卷弟晋熙王萧宝嵩为冠军将军、南徐州刺史，镇京口，长史范岫行府州事，遣使降萧衍，并且请兵。以萧秀为冠军长史、南东海太守，镇京口。攻克建康，萧秀仍为使持节、都督南徐、兗二州诸军事、南徐州刺史，辅国将军如故。天监元年（502年），南梁建立，萧秀进号征虏将军，封安成郡王，邑二千户。京口自崔慧景作乱后，民户流散，萧秀京口在招怀抚纳，以私财赈济百姓，所济活甚多。二年（503年），入朝领石头戍事，加散骑常侍。三年（504年），进号右将军。五年（506年），加领军、中书令，给鼓吹一部。
六年（507年）四月二十，出任使持节、都督江州诸军事、平南将军、江州刺史。行前，主者求坚船来做斋舫（装载库中财物的船）。萧秀说：“吾岂爱财而不爱士。”乃教所由，以坚固的船给参佐，次等的船载斋物。既而遭风，斋舫遂破。及至江州，听说前刺史取征士陶潜曾孙为里司。萧秀叹道：“陶潜之德，岂可不及后世！”即日征辟他为西曹。当时盛夏江水泛长，桥梁断绝，外司请依旧法，收屈价直。秀下教：“刺史不德，水潦为患，可利之乎！给船而已。”七年（508年），养母陈太妃去世，丁忧，萧衍下诏复官视事。六月廿一，转任都督荆、湘、雍、益、宁、南、北梁、南、北秦州九州诸军事、平西将军、荆州刺史。迁号安西将军。立学校，招隐逸。
北魏悬瓠城民杀豫州刺史司马悦，求救于司州刺史马仙琕，马仙琕再请求荆州。萧秀以为事情紧急，没有听从下属禀报朝廷的建议，直接派兵救援。沮水暴长，危害民田，萧秀以二万斛谷赈济，派长史萧琛简府州贫老单丁吏，一日散遣五百余人，百姓非常高兴。巴陵郡马营蛮在长江沿岸劫掠，萧秀派遣防阁文炽率众烧掉江边林木，马营蛮失去天险，不敢再出来抢劫。
十一年（512年），征为侍中、中卫将军，领宗正卿、石头戍事。十三年（514年），出任为使持节、散骑常侍、都督郢、司、霍三州诸军事、安西将军、郢州刺史。郢州当涂百姓贫苦，以妇人服役，其弊如此。萧秀至郢州，说：“不识救弊之术；此州凋残，不可扰也。”于是务存约己，省去游费，境内晏然。司州叛蛮田鲁生，弟田鲁贤、田超秀，据蒙笼来降。萧衍以田鲁生为北司州刺史，田鲁贤北豫州刺史，田超秀定州刺史，作为北境屏障。田鲁生、田超秀互相谗毁，萧秀安抚他们，使他们各得其用。
十六年（517年），迁使持节、都督雍、梁、南、北秦四州郢州之竟陵司州之随郡诸军事、镇北将军、宁蛮校尉、雍州刺史。十七年（518年）春二月初七，走到竟陵郡石梵，去世，时年四十四。萧衍遣皇子南康王萧绩缘道迎候灵柩。萧秀去雍州之前，郢州不行相送出境，听说他病了，百姓商贾咸为请命。去世后，四州民裂裳为白帽，哀哭迎送。雍州蛮迎萧秀，听说去世的消息，祭哭而去。丧至京师，萧衍册赠侍中、司空，谥号康。

## 亲属
子
- 蕭机，諡號煬
- 蕭推
- 蕭撝

## 延伸阅读
[在维基数据编辑]
 《梁書·卷22》，出自姚思廉《梁書》
 《南史·卷52》，出自李延壽《南史》
 在维基共享资源阅览影像

## 资料来源
- 《梁书》卷22 列传第16
- 《南史》卷52 列传第42